# Don’t (Film)

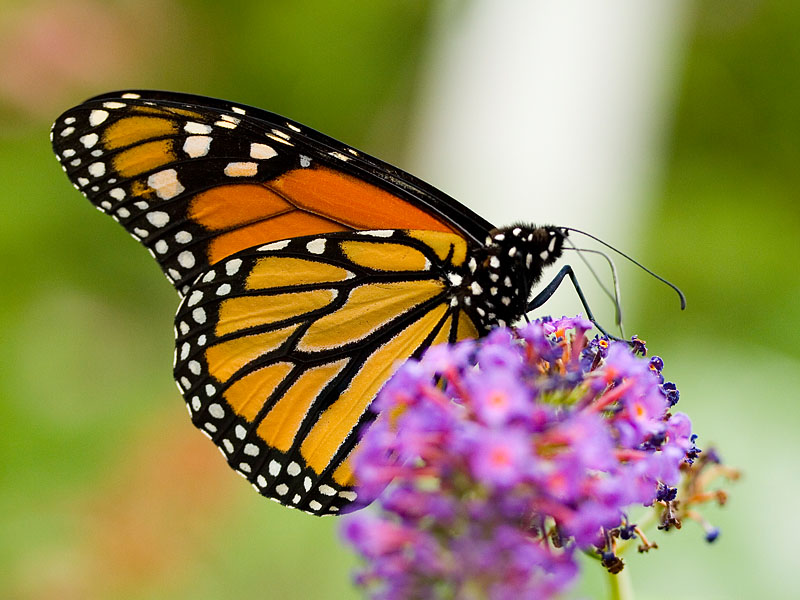
Monarchfalter im Botanischen Garten Brooklyn

Don’t (Verweistitel Don’t: The Metamorphosis of the Monarch Butterfly) ist ein US-amerikanischer Dokumentar-Kurzfilm aus dem Jahr 1974 von Robin Lehman, der bei den 47. Academy Awards 1975 mit einem Oscar ausgezeichnet worden ist.

## Inhalt
Dargestellt und erläutert wird der Lebenszyklus eines Monarchfalters, der in Amerika weit verbreitet ist, und sich im 18. Jahrhundert über den Südpazifik bis nach Australien ausbreitete. Der Monarchfalter, ein Wanderfalter, ist der am besten erforschte Schmetterling in Nordamerika. Einzelne Tiere können bei ihren Wanderungen im Herbst schon mal bis zu 3600 Kilometer zurücklegen. Seine größte Populationsdichte hat der Falter in Nordamerika im Bereich der Großen Seen, da dort sehr viele Seidenpflanzen wachsen.
Gezeigt wird die Metamorphose von der Raupe zum Schmetterling und wohin seine Reise den Monarchfalter führt. Zahlreiche Gegner, von einer Gottesanbeterin über einen Eisenbahnzug bis hin zu einem Mann, bedrohen die Existenz der schönen Kreatur.

## Produktion, Veröffentlichung
Produziert wurde Don’t von Phoenix Films (The Phoenix Learning Group, Inc.) und R.A. Films.
Der Film wurde am 3. Oktober 1975 auf dem New York Film Festival vorgestellt.

## Auszeichnungen
- Oscarverleihung 1975: Robin Lehman ausgezeichnet mit einem Oscar für seinen Film Don’t
- Internationale Filmfestspiele von Cannes 1975: Robin Lehman nominiert für die Goldene Palme in der Kategorie „Bester Kurzfilm“ sowie ausgezeichnet mit dem Prix Vulcain de l’artiste technicien
- Gewinner des Cine Golden Eagle Awards
- Filmfestival von Atlanta – Goldplakette
- Long Island Internationales Filmfestival – Golden Image Award
- San Francisco International Film Festival – Sonderpreis der Jury
- Columbus Filmfestival – Chris-Plakette[2]